# Улица Фронтовых Бригад (Екатеринбург)

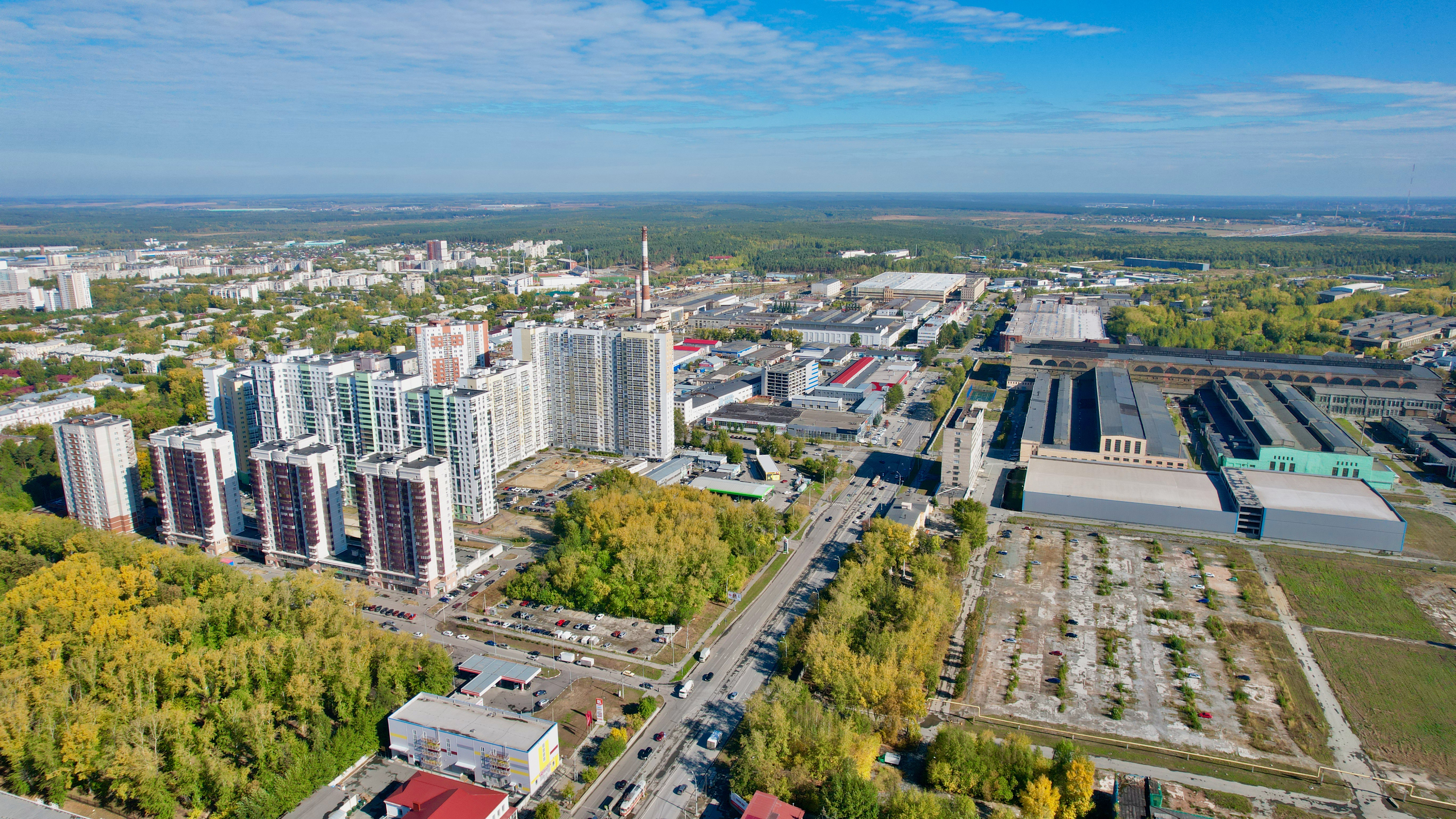
Вид на восток от улицы Бабушкина

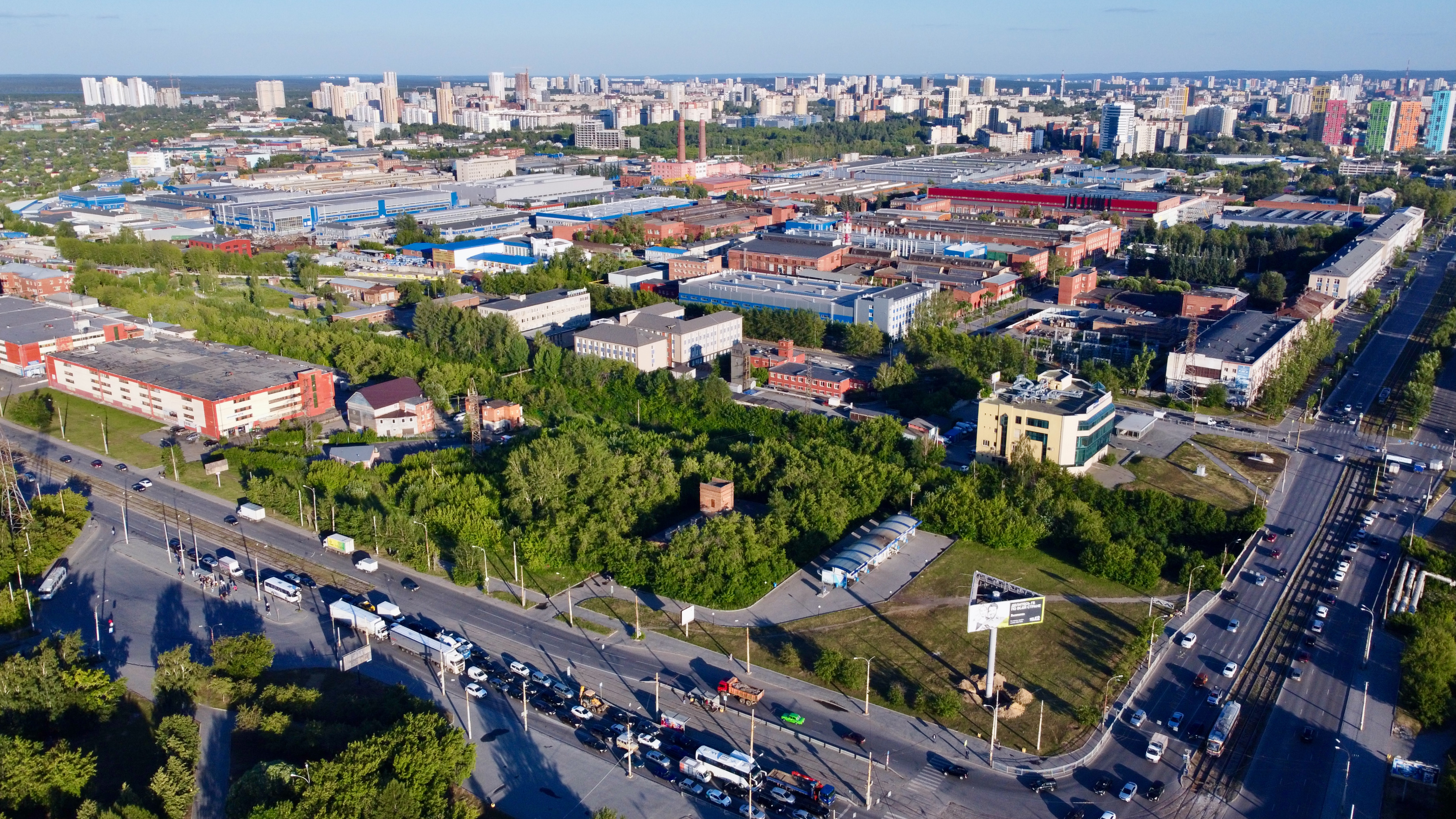
Перекрёсток с проспектом Космонавтов

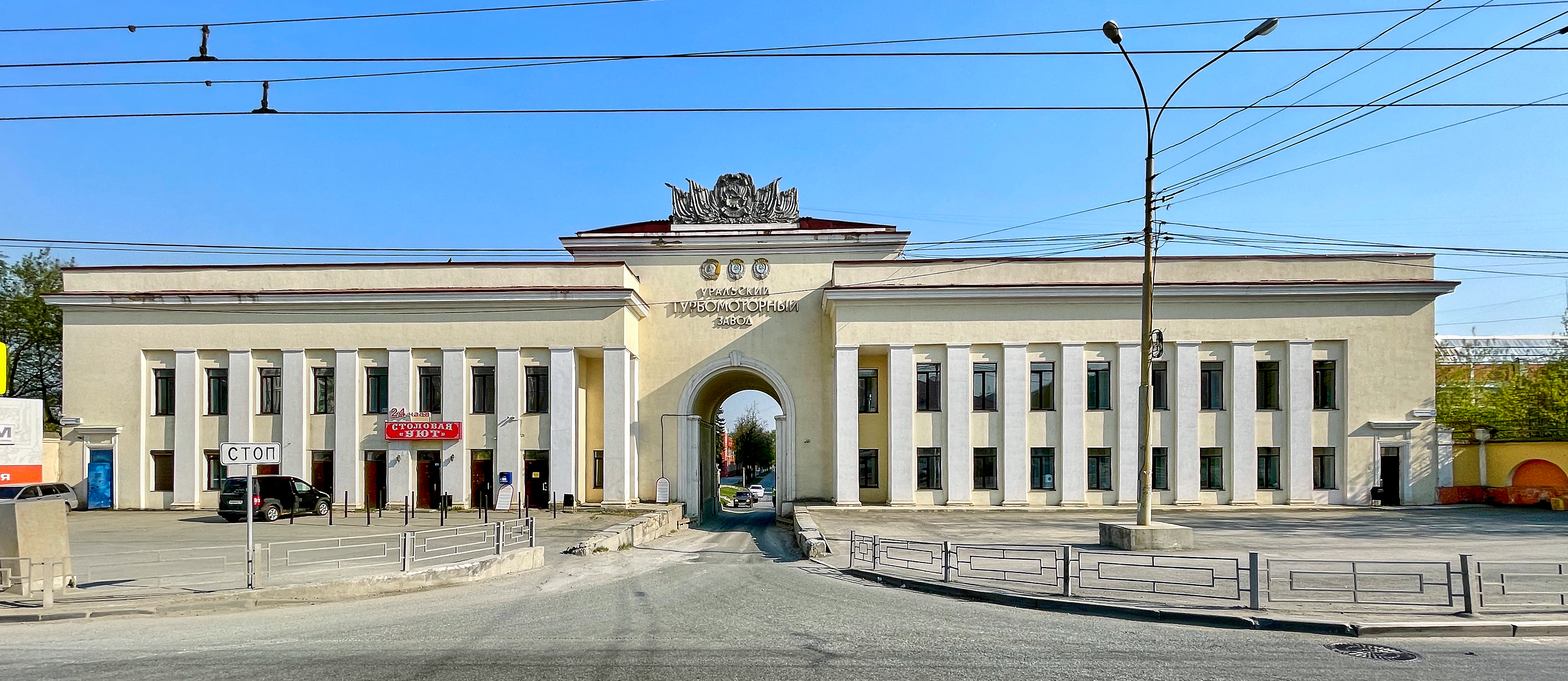
Проходная Уральского турбинного завода

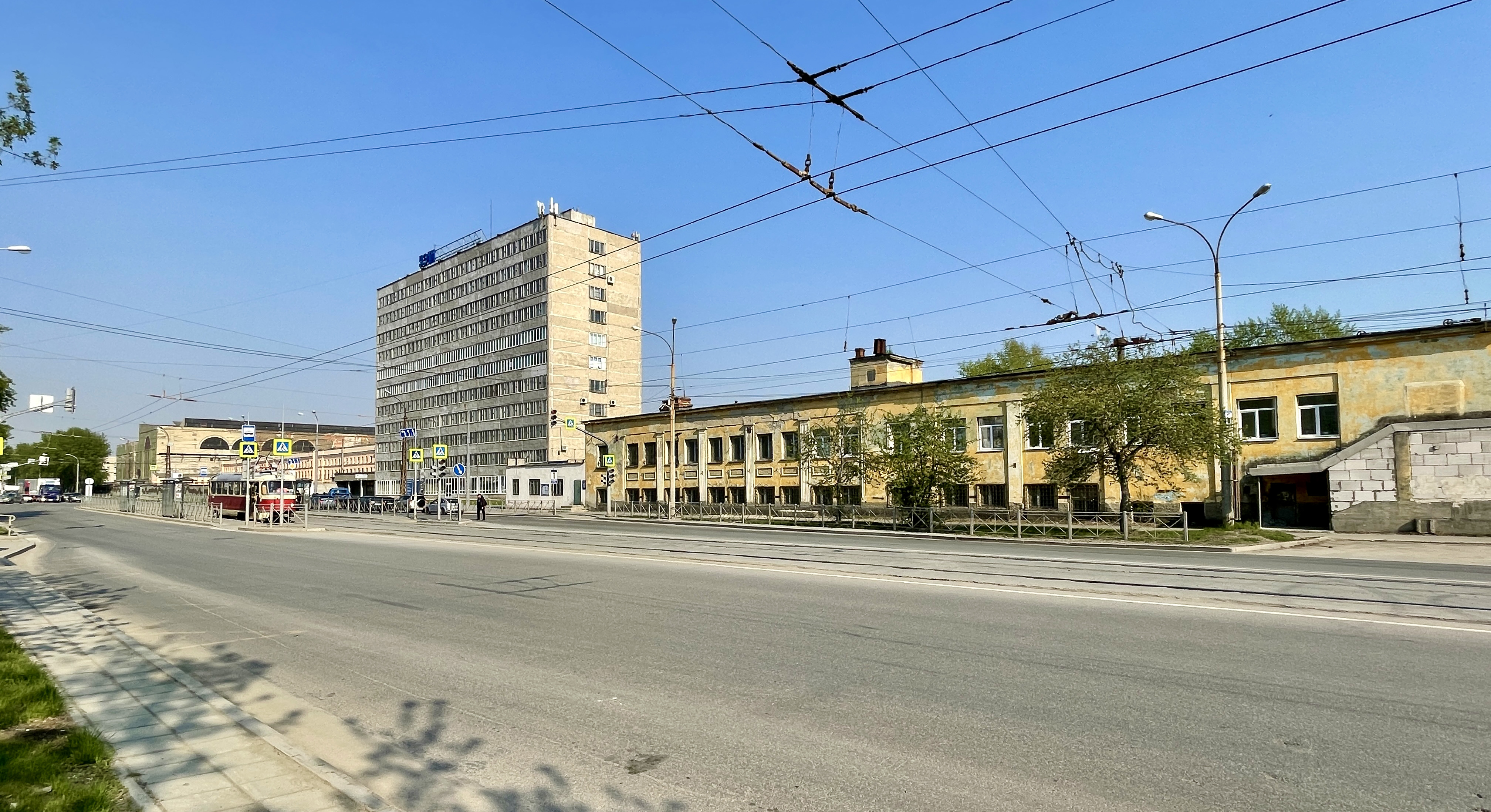
Административное здание УЭТМ

Улица Фронтовы́х Брига́д (до середины 1970-х годов — Предзаводская) — магистральная улица в жилых районах (микрорайонах) Эльмаш и Северный промышленный Орджоникидзевского административного района Екатеринбурга.

## Происхождение названий и история
Улица появилась в период Великой Отечественной войны как магистраль, ведущая к заводам им. Калинина (ЗИК), УТЗ и УЭТМ. Этим фактом было обусловлено и первоначальное название улицы — Предзаводская. В середине 1970-х годов улица получила своё современное название — в честь фронтовых бригад — движения по выполнению и перевыполнению плановых норм для нужд военной промышленности.
Современная застройка улицы — промышленно-административная. Официальный адрес по улице Фронтовых Бригад имеет только один жилой дом (№ 7, в её начале).

## Расположение и благоустройство
Улица проходит параллельно улице Краснофлотцев. Начинается от пересечения с проспектом Космонавтов, идя с запада на восток, через 150 м после пересечения с улицей Электриков поворачивает на 30° к северо-востоку, а через 500 м после Шефской улицы поворачивает на 60° к юго-востоку, где и заканчивается в зоне промышленной застройки. Пересекается с Шефской улицей. Слева на улицу выходят улицы Электриков, Бабушкина, Стачек, Старых Большевиков, справа примыканий к улице нет.
Протяжённость улицы составляет около 3,4 км. Ширина проезжей части — около 25 м (по три полосы в каждую сторону движения, с трамвайной линией посередине проезжей части на участке проспект Космонавтов — улица Старых Большевиков); к востоку от дома 18б (Турбомоторный завод) улица сужается до двух полос в каждом направлении. На протяжении улицы имеется пять светофоров (на пересечении с проспектом Космонавтов, улицами Электриков, Бабушкина, Старых Большевиков и напротив проходной Турбомоторного завода). Нерегулируемых пешеходных переходов на протяжении улицы не имеется. С обеих сторон улица оборудована тротуарами и уличным освещением. Нумерация домов начинается от проспекта Космонавтов.

## Примечательные здания и сооружения
- № 18 — Уральский турбинный завод;
- № 22 — Уралэлектротяжмаш;
- № 24/23 — пожарная часть № 5;
- № 29 — Уральский завод транспортного машиностроения.

## Транспорт
Автомобильное движение на всей протяжённости улицы двустороннее.

### Наземный общественный транспорт
Улица является важной районной транспортной магистралью. По улице осуществляется трамвайное и троллейбусное движение, ходят маршрутные такси, а на участке Старых Большевиков-Шефская — автобусные маршруты №41, №80 и №148. Ближайшие остановки общественного транспорта: к началу улицы — «Педуниверситет» и «Электриков», к середине улицы — «Ворошиловская» и «Фронтовых Бригад», к концу улицы — «Электроремонтная».

### Ближайшие станции метро
В самом начале улицы у перекрёстка с проспектом Космонавтов находится станция 1-й линии Екатеринбургского метрополитена  Машиностроителей. Конечный участок улицы метрополитеном не охвачен.